# Cheung Wang Fung
Cheung Wang Fung (chinesisch 張宏峰 / 张宏峰, Pinyin Zhāng Hóngfēng; * 21. Januar 1997) ist ein Hürdenläufer aus Hongkong, der sich auf die 110-Meter-Distanz spezialisiert hat.

## Sportliche Laufbahn
Erste internationale Erfahrungen sammelte Cheung Wang Fung im Jahr 2016, als er bei den Juniorenasienmeisterschaften in der Ho-Chi-Minh-Stadt in 14,12 s den fünften Platz über 110 m Hürden belegte und mit der Hongkonger 4-mal-400-Meter-Staffel in 3:25,87 min auf Rang acht gelangte. Anschließend schied er bei den U20-Weltmeisterschaften in Bydgoszcz mit 14,11 s in der ersten Runde aus. Im Jahr darauf schied er bei den Asienmeisterschaften in Bhubaneswar mit 14,13 s im Vorlauf aus und im September gewann er bei den Asian Indoor & Martial Arts Games in Aşgabat in 7,85 s die Bronzemedaille im 60-Meter-Hürdenlauf hinter Ahmed al-Muwallad aus Saudi-Arabien und dem Südkoreaner Lee Jung-joon. 2018 gelangte er bei den Hallenasienmeisterschaften in Teheran mit 7,87 s auf Rang vier und schied anschließend bei den Hallenweltmeisterschaften in Birmingham mit 8,06 s in der ersten Runde aus. 2023 gelangte er dann bei den Hallenasienmeisterschaften in Astana mit 7,84 s auf Rang sechs und im Jahr darauf belegte er bei den Hallenasienmeisterschaften in Teheran in 8,12 s den siebten Platz.
2018 wurde Cheung Hongkonger Meister im 110-Meter-Hürdenlauf.

## Persönliche Bestzeiten
- 110 m Hürden: 13,97 s (+1,0 m/s), 23. April 2017 in Hongkong
  - 60 m Hürden (Halle): 7,83 s, 11. Februar 2023 in Astana (Hongkonger Rekord)